# NGC 2871
NGC 2871 је појединачна звезда у сазвежђу Лав која се налази на NGC листи објеката дубоког неба.
Деклинација објекта је + 11° 26' 38" а ректасцензија 9h 25m 39,4s. Привидна величина (магнитуда) објекта NGC 2871 износи 13,0.